# Fatej
Fatej (en russe : Фатеж) est une ville de l'oblast de Koursk, en Russie, et le centre administratif du raïon de Fatej. Sa population s'élevait à 5 994 habitants en 2016.

## Géographie
Fatej est arrosée par la rivière Oussoja et se trouve à 48 km au nord-ouest de Koursk, à 43 km au sud-est de Jeleznogorsk et à 424 km au sud-sud-ouest de Moscou.

## Histoire
Fatej fut fondée au XVIIe siècle et a le statut de ville depuis 1779. Pendant la Seconde Guerre mondiale, elle fut occupée par l'armée allemande le 22 octobre 1941 et libérée par l'Armée rouge le 7 février 1943.

## Population
Recensements (*) ou estimations de la population
| 1856  | 1897* | 1913  | 1926* | 1939* | 1959* |
| ----- | ----- | ----- | ----- | ----- | ----- |
| 4 700 | 6 034 | 7 500 | 4 535 | 3 400 | 3 318 |

| 1970* | 1979* | 1989* | 2002* | 2005  | 2010* |
| ----- | ----- | ----- | ----- | ----- | ----- |
| 4 779 | 4 648 | 5 712 | 5 710 | 5 395 | 5 404 |

| 2012  | 2013  | 2014  | 2015  | 2016  | - |
| ----- | ----- | ----- | ----- | ----- | - |
| 5 332 | 5 773 | 5 846 | 5 922 | 5 994 | - |

## Transports
La ville se trouve sur la route M2, qui va de Moscou à la frontière ukrainienne par Koursk et Belgorod et qui est une section de la route européenne 95.

## Personnalité
- Gueorgui Sviridov (1915-1998), compositeur.